# Калина бурятская
Калина бурятская, или Калина бурейская, или Калина буреинская (лат. Viburnum burejaeticum) — вид деревянистых растений рода Калина (Viburnum) семейства Адоксовые (Adoxaceae).

## Название
Видовое название дано по месту сбора типа — буреинских гор, но при составлении протолога была допущена ошибка и вид получил эпитет лат. burejaeticum — бурятская, хотя в Бурятии не встречается.

## Ботаническое описание
Сильноветвящийся, раскидистый кустарник до 3 м высотой, иногда небольшое деревце с раскидистой, ажурной кроной, серым стволом и голыми желтовато-серыми ветвями. Цельные, овальные листья, на вершине острые, с острозубчатым краем, сверху темно-зеленые, с редкими волосками, снизу светлее. Краевые цветки в соцветии мелкие, кремовые.  
Плоды — черные, блестящие, односемянные костянки эллиптической формы, сплюснутые с боков, около 1 см длины, мучнисто-сладковатого вкуса, съедобные. Косточка эллиптическая, бороздчатая, около 0,8 см длины. Цветет в мае. Плоды созревают в сентябре.  

## Распространение и экология
Встречается на юге Приморского и Хабаровского края, в Северо-Восточном Китае, Северной Корее.
Растёт на опушках леса, в подлеске и среди зарослей кустарников, в долинах рек и ручьев, по склонам и каменистым развалам.
Размножается семенами, отводками, корневыми отпрысками и черенками; легко переносит пересадку.

## Значение и применение
Декоративное растение. Плоды пригодны в пищу.
Медоносное и пыльценосное растение. Пчёлы посещают в плотных лесах неохотно, поскольку здесь очень слабо цветет, поэтому мало выделяет пыльцы и нектара. Пыльцепродуктивность одного цветка 1,0—1,5 мг. Пыльца бледно-жёлтая, клейкая. Продуктивность нектара одним цветком 0,37–0,65 мг сахара.